# یواس‌اس جمینای (پی‌اچ‌ام-۶)
یواس‌اس جمینای (پی‌اچ‌ام-۶) (به انگلیسی: USS Gemini (PHM-6)) یک کشتی با طول ۱۳۳ فوت (۴۱ متر) بود. این کشتی در سال ۱۹۸۲ ساخته شد.